# Cầu Phra Pok Klao
Cầu Phra Pok Klao (tiếng Thái: สะพานพระปกเกล้า, RTGS: Saphan Phra Pokklao, phát âm [sā.pʰāːn pʰráʔ pòk.klâːw]) là một cây cầu bắc qua sông Chao Phraya tại Bangkok, Thái Lan. Nó nối đôi bờ của sông Chao Phraya tại khu vực Bangkok, là Wang Burapha Phirom thuộc Phra Nakhon và Chakkrawat thuộc Samphanthawong với Somdet Chao Phraya thuộc Khlong San cũng như Wat Kanlaya thuộc Thonburi.

## Lịch sử
Cầu Phra Pok Klao được xây dựng vào năm 1982 nhân dịp kỷ niệm lần thứ 200 của vương quốc Rattanakosin hay Bangkok ngày nay. Cây cầu được thiết kế để giảm bớt tình trạng tắc nghẽn giao thông tại nút giao Cầu Tưởng Niệm. Cây cầu bao gồm 3 cầu vòm cuốn, với nhánh cầu giữa được thiết kế dành cho phương tiện công cộng tương lai. Cây cầu được đặt theo tên vua Prajadhipok (Rama VII) vì ông là người xây dựng cầu Tưởng Niệm gần đó.
Vào tháng 6 năm 2020, Lavalin Skytrain dự án thất bại tại nhánh cầu giữa được chuyển đổi thành công viên trên cao, và dự đoán sẽ trở thành công viên trên cao cao nhất Đông Nam Á.